# Katherine Grainger
Katherine Grainger (nacida el 12 de noviembre de 1975 en Glasgow) es una remera británica y medallista de oro olímpica en 2012. Grainger es también tres veces medallista de plata olímpica. Ella representa al San Edimburgo Boat Club Andrew en competiciones de remo. Se la nombró una miembro de la Orden del Imperio Británico (MBE), el 17 de junio de 2006.

## Biografía
Ganó por primera vez la plata en los Juegos Olímpicos de Sídney 2000 en remo cuádruple femenino. En Atenas 2004 ganó la plata en dos sin timonel. En Beijing 2008 ganó su tercera plata. Grainger ha ganado ocho medallas en los Campeonatos del Mundo entre 1997 y 2012. También ha ganado la Copa de Remo del Mundo en el par de remos cortos cuádruples en el año 2005, 2006, 2007 y 2010, y doble remo en 2010. En los Juegos Olímpicos de Londres (2012), Anna Watkins y Grainger rompieron el récord olímpico, ya que clasificaron para la final de dobles remos. Más tarde, pasó a ganar la medalla de oro. 
El 3 de agosto de 2012 finalmente consiguió su medalla de oro olímpica en Londres en los remos dobles con Anna Watkins. Fue nombrada Comandante de la Orden del Imperio Británico (CBE) en el nuevo año 2013 con honores por sus servicios al remo. En marzo de 2013, ella se convirtió en patrona de la Institución Nacional de vigilancia de costas.
Con cuatro medallas olímpicas, Grainger comparte el récord como la más condecorada olímpica femenina de Gran Bretaña, con Rebecca Adlington.